# Andrés García Acosta
Andrés Filomeno García Acosta, de nombre religioso Andrés Antonio María de los Dolores y conocido como Fray Andresito (La Ampuyenta, Fuerteventura, España, 10 de enero de 1800 - Santiago, Chile, 14 de enero de 1853), fue un sacerdote católico y franciscano español reconocido por sus virtudes y caridad; está sepultado en el cementerio situado en el interior de la Recoleta Franciscana de Santiago de Chile.
El 10 de julio de 1855, se exhumaron sus restos y su cadáver fue encontrado incorrupto. El 29 de noviembre de 1893, se instruyó el proceso informativo «Super Fama Sanctitatis». Se conserva un recipiente con su sangre licuada e incorrupta que ha pasado por diferentes procesos de estudios.
Fue distinguido por la Iglesia católica como «Venerable», por el papa Francisco, quien firmó el decreto que reconoce las virtudes heroícas del Siervo de Dios el 8 de julio de 2016.

## Historia

### Primeros años de vida
Andrés García Acosta (nombre de pila del Fray Andresito) nació un 10 de enero de 1800, en el caserío de La Ampuyenta, Fuerteventura, en España. Sus padres fueron Gabriel García y Agustina de Acosta quienes habían contraído matrimonio el 21 de noviembre de 1793, tuvieron a Andrés en un caserío cerca de la Ermita San Pedro de Alcántara, su casa se conserva con apenas una habitación y cocina sirviendo de lugar de peregrinación y de interés histórico. Su bautismo fue en la Parroquia Santa Ana de Casillas del Ángel el 18 de enero del mismo año de su nacimiento. Tuvo tres hermanos, Rafaela, nacida en octubre de 1794; Eugenio, en septiembre de 1797 y María en agosto de 1803. Luego de fallecer su padre en 1805, Agustina se casa nuevamente en septiembre de 1806 con Pedro Nolasco Fernández y tienen un hijo llamado José María de la Encarnación que nació el 24 de marzo de 1808.
En su juventud fue un pastor de cabras pero fue influenciado por la presencia franciscana de la Ermita que poseía en su interior algunos cuadros sobre la vida de San Pedro de Alcántara pintados en el siglo XVIII. Después de la faena de trabajo Andrés reunía a los niños de los caseríos cercanos y les enseñaba doctrina cristiana.

### Vida religiosa

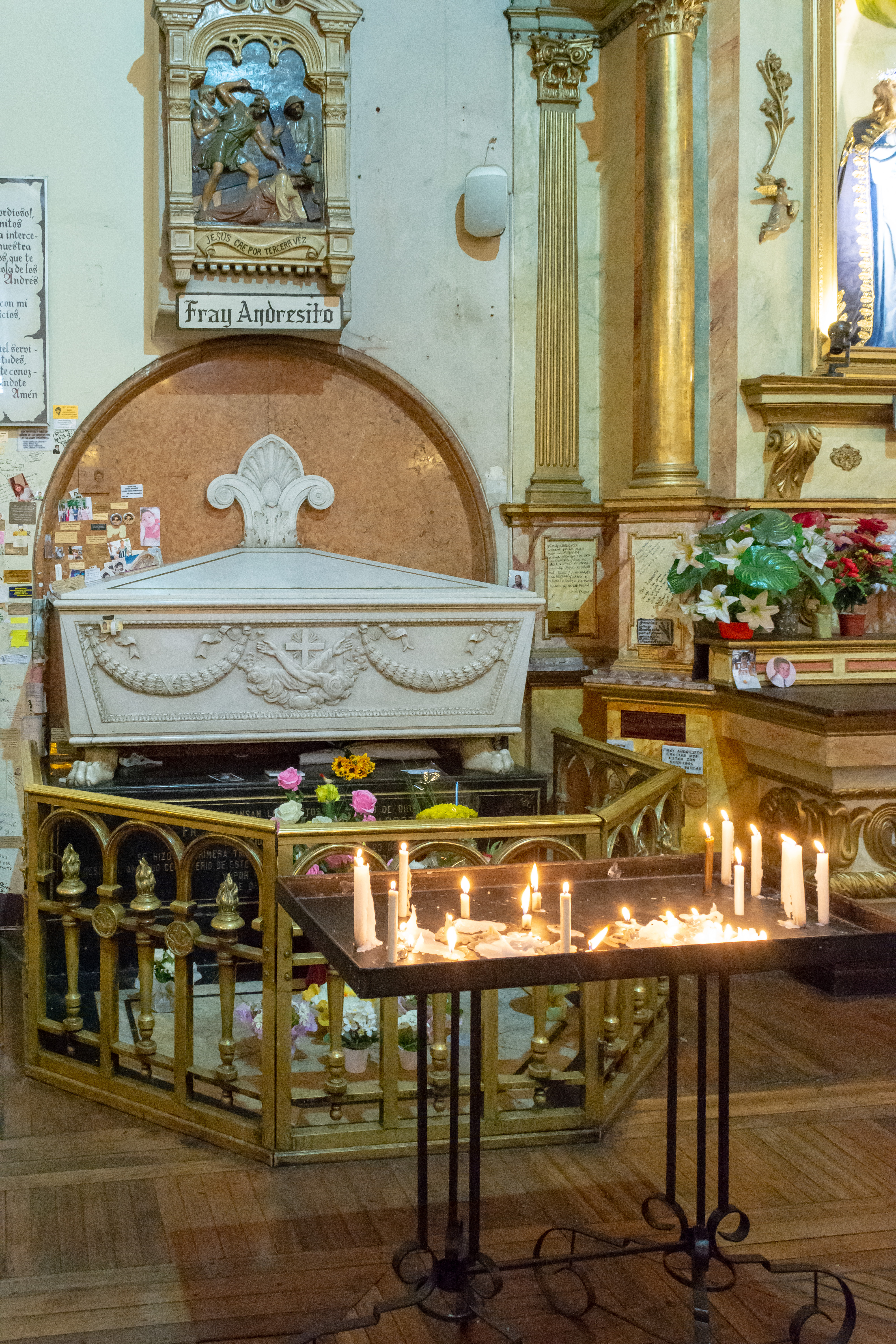
Tumba de Fray Andresito en la Iglesia de la Recoleta Franciscana.

En agosto de 1831, falleció su madre y sus hermanos se casaron, decide entonces viajar a América a mediados de 1832 junto a una expedición de emigrantes causada por el hambre, la falta de trabajo y las sequías, también le acompañaron algunos parientes. Después de llegar a Buenos Aires, Argentina, continúa su viaje y en diciembre de 1832 arriba a Montevideo, en Uruguay, la embarcación fue la Goleta Flor del Río. En Uruguay trabaja como labrador e ingresa al convento franciscano de San Bernardino en 1835 y en 1836 llegó a ser un «Hermano donado» siendo destinado a tener el oficio de recolector de limosnas en las calles de la ciudad. En 1837 se retira del convento y comienza a trabajar como obrero constructor, y más adelante como vendedor de objetos religiosos, como obrero trabajó en la construcción de la Casa de ejercicios del Obispado. Nuevamente regresa al convento pidiendo su reintegro y es aceptado despeñando nuevamente el cargo de limosnero y también portero del convento.
Después de culminada la Batalla de Palmar el nuevo Gobierno de Uruguay bajo el liderazgo de Fructuoso Rivera declaró extinguida la Orden Franciscana por no tener un número importante de religiosos y, por decreto, se decidió que el convento pasase a ser una Universidad.
Luego de ser expulsados los franciscanos del convento se ve obligado a regresar a trabajar como obrero y vendedor y por consejo del capellán del Hospital de la Caridad de esta ciudad, quien también era su director espiritual, decide viajar a Chile ya que la Recoleta de San Francisco se había restablecido. Parte a finales de mayo de 1839 en el bergantín «Floraville» que viajaba hasta Valparaíso. En el convento de Chile comienza a trabajar como ayudante del cocinero en poco tiempo le hicieron hermano donado y lo destacaron como limosnero.

### Muerte
Fray Andresito tuvo una muerte santa, un 14 de enero de 1853. Sus restos fueron sepultados en el cementerio de Los Franciscanos (hoy La Vega Central), años más tarde, lo trasladaron a la Iglesia de la Recoleta Franciscana.